# Viunivșciîna, Zdolbuniv
Viunivșciîna (în ucraineană В'юнівщина) este un sat în comuna Mîrotîn din raionul Zdolbuniv, regiunea Rivne, Ucraina.

## Demografie
Componența lingvistică a localității Viunivșciîna
     Ucraineană (100%)
Conform recensământului din 2001, toată populația localității Viunivșciîna era vorbitoare de ucraineană (100%).